# Качанивка
Качанивка (на украински: Качанівка; на руски: Качановка) е дворец в Украйна, едно от многото имения, построени от Пьотър Румянцев, наместник на Екатерина II в Малорусия. Намира се на брега на река Смош близо до село Петрушивка в Прилушки район на Черниговска област.
Резиденцията Качанивка е издигната през 1770 г. в неокласически стил от Карл Бланк. Църквата, оранжерията, волиерата, водната кула и няколко други сгради датират от 19 век. След смъртта на Николай Румянцев имотът преминава към рода Тарновски. Васил Тарновски се интересува от историята на Украйна и събира колекция от оръжия, притежавани от украински хетмани. Сред посетителите на Качанивка през 19 век са Николай Гогол, Тарас Шевченко, Иля Репин, Михаил Врубел и Михаил Глинка (който работи по операта си „Живот за царя“ в лятната къща).
Въпреки че съветските власти национализират двореца за използване като наказателна колония и болница за туберкулоза, имението, включително обширния английски парк и няколкото спомагателни стопански постройки, е изключително добре запазено. През 1982 г. дворецът е определен за национален културен резерват, а по-късно е избран за един от „Седемте чудни замъци и дворци на Украйна“.